# Кисоричи
Кисоричи (укр. Кисоричі) — село, центр Кисоричского сельского совета Рокитновского района Ровненской области Украины.
Население по переписи 2023 года составляло 1259 человек. Почтовый индекс — 34260. Телефонный код — 3635. Код КОАТУУ — 5625084401.

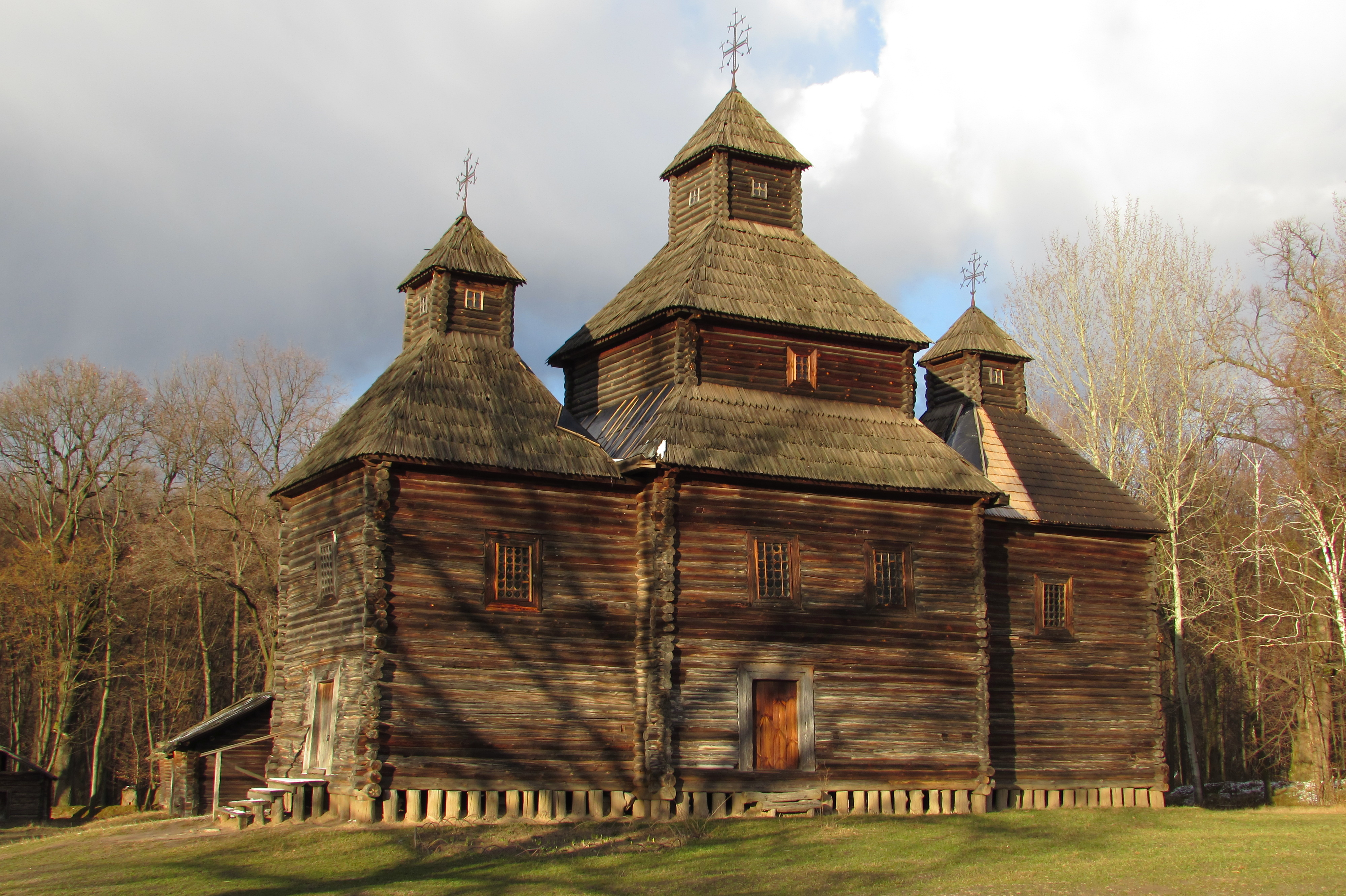
Церковь из села Кисоричи, сейчас находится в Национальном музее народной архитектуры и быта Украины

.

## Местный совет
34260, Ровненская обл., Рокитновский р-н, с. Кисоричи, ул. Центральная, 103а.